# Ga Chungju
Ga Chungju (Tiếng Hàn: 충주역, Hanja: 忠州驛) là ga trên Tuyến Chungbuk và Tuyến Jungbu Naeryuk ở Bongbang-dong, Chungju-si, Chungcheongbuk-do.

## Bố trí ga
| ↑ Judeok        | Bắt đầu·Kết thúc  |
| １２ \| ３４ \| | ５６ \|           |
| Samtan ↓        | Angseongoncheon ↓ |

| １ · ２ | Tuyến Chungbuk       | Mugunghwa-ho         | ← Hướng đi Daejeon · Dongdaegu · Seoul                            |
| ３ · ４ | Tuyến Chungbuk       | Mugunghwa-ho         | → Hướng đi Jecheon · Danyang · Yeongju →                          |
| ５      | Tuyến Jungbu Naeryuk | KTX                  | → Kết thúc tại ga này ← Hướng đi GamgokJanghowon · Bubal · Pangyo |
| ６      | Sân ga không sử dụng | Sân ga không sử dụng | Sân ga không sử dụng                                              |

## Xung quanh nhà ga
- Bến xe buýt công cộng Chungju
- Sân vận động bóng đá Tangeum
- Công viên võ thuật thế giới Chungju
- Trung tâm chứng nhận Chungju Tangeumdae
- Công viên Tangeumdae

## Hình ảnh

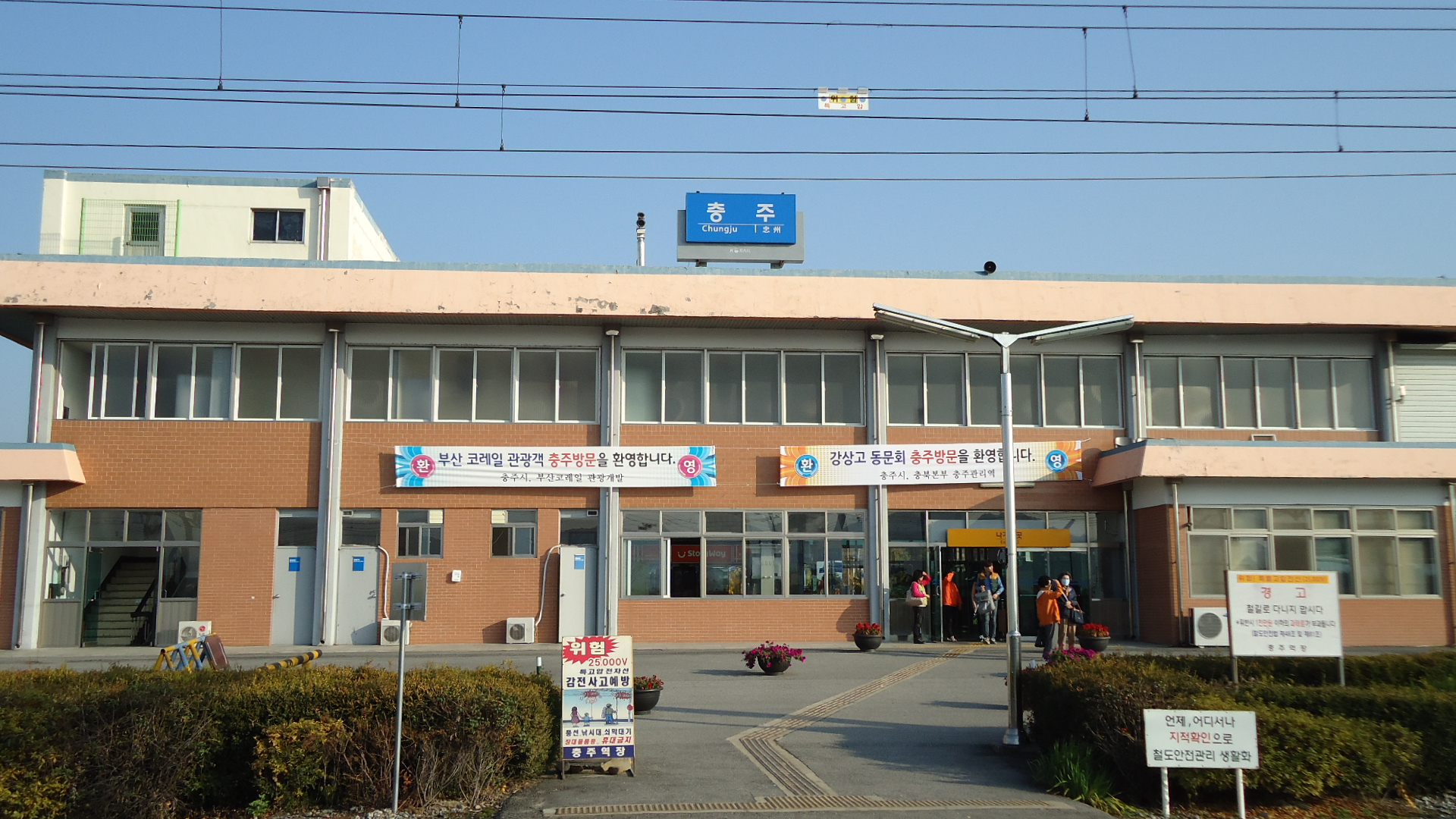
Phía sau ga Chungju
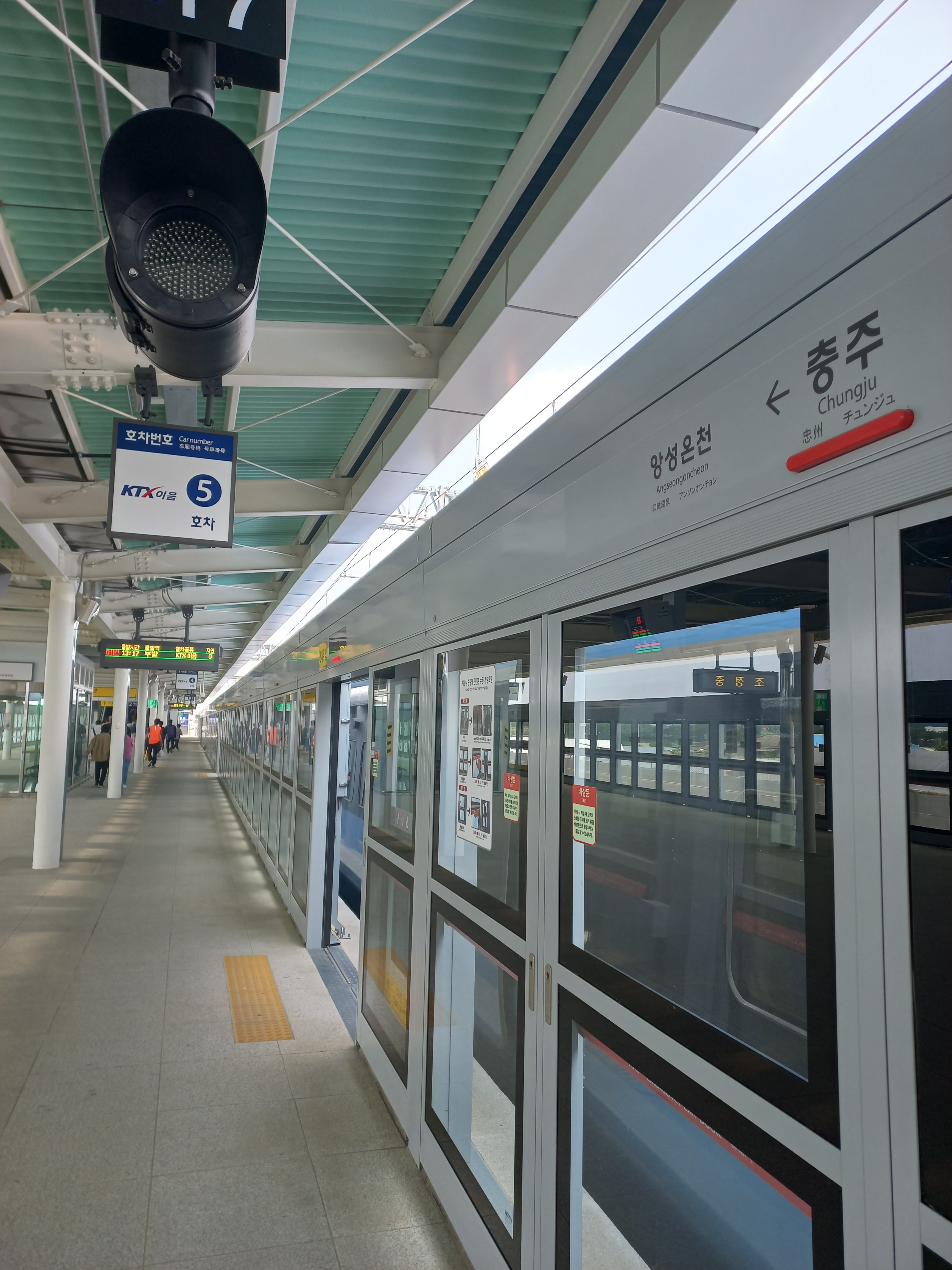
Nền tảng KTX Eum (hướng Bubal)